# Terme Tettuccio

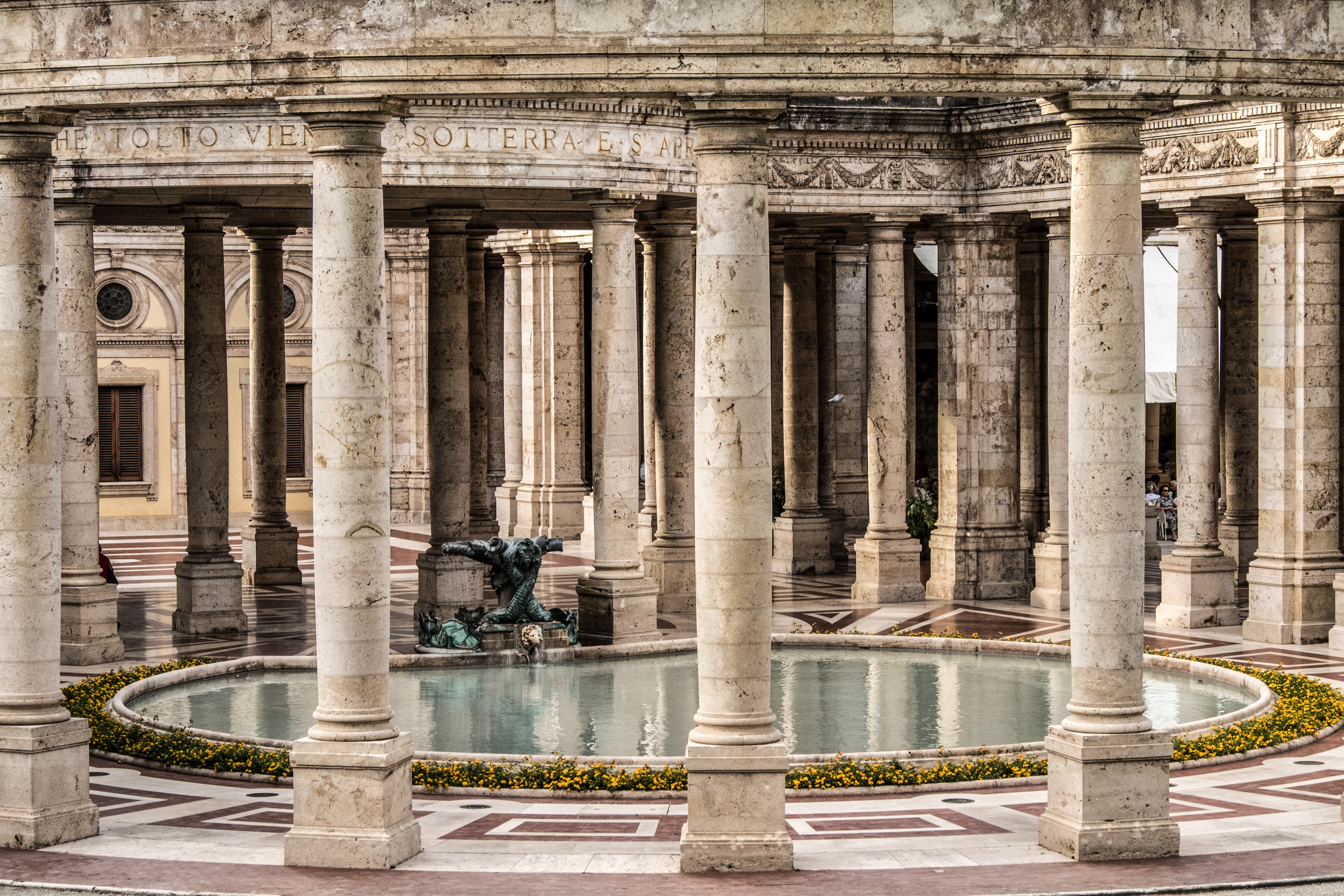
Teilansicht mit Brunnen

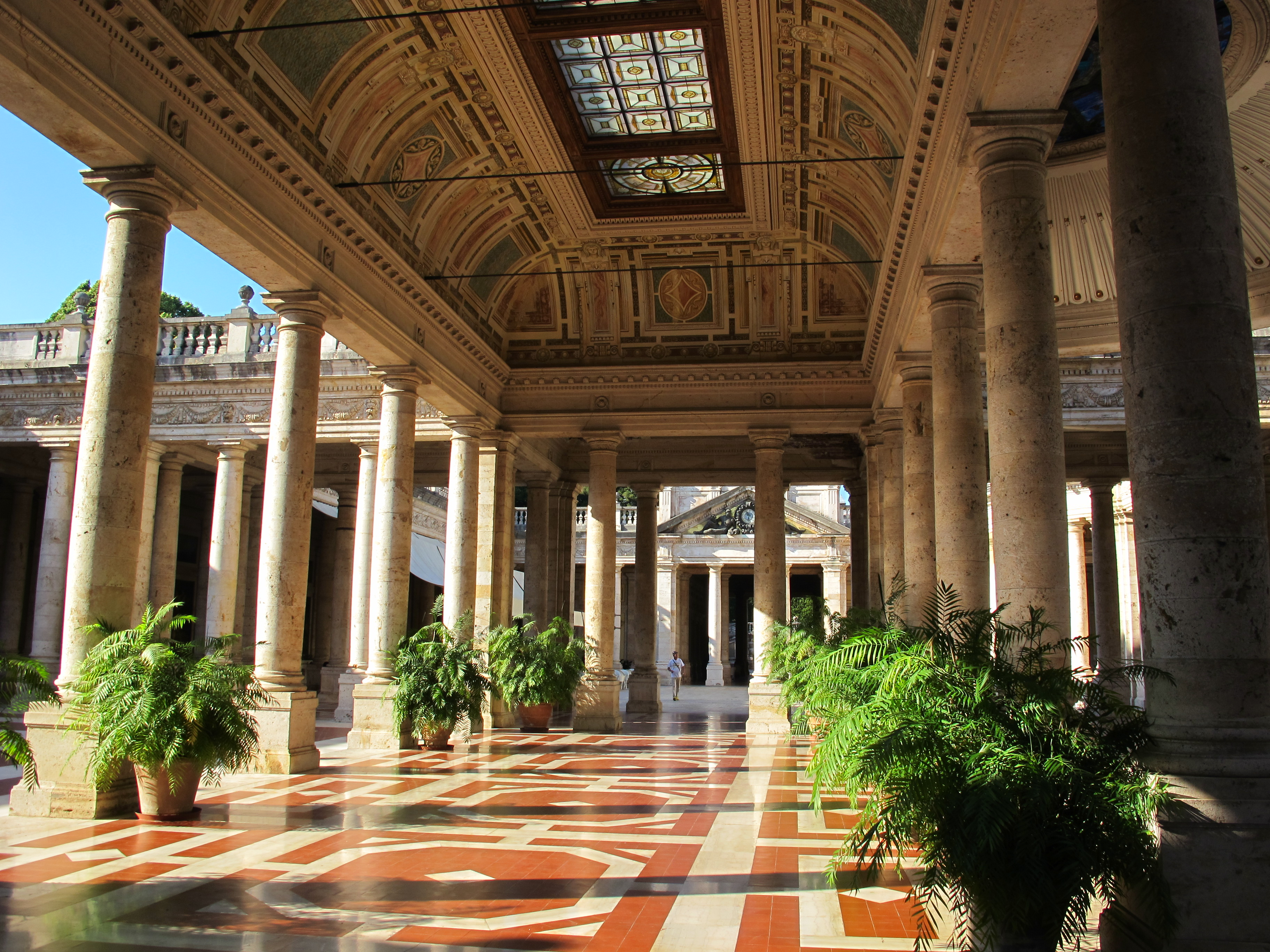
Kolonnaden

Terme Tettuccio ist eines der berühmtesten Thermalbäder von Montecatini Terme und befindet sich in der Viale Verdi 71.

## Die Heilquellen
Es fließt Wasser, das durch verschiedene mineralische und heilende Eigenschaften gekennzeichnet ist. Die Quellen heißen Rinfresco, Leopoldina, Regina und Tettuccio.

## Geschichte und Beschreibung

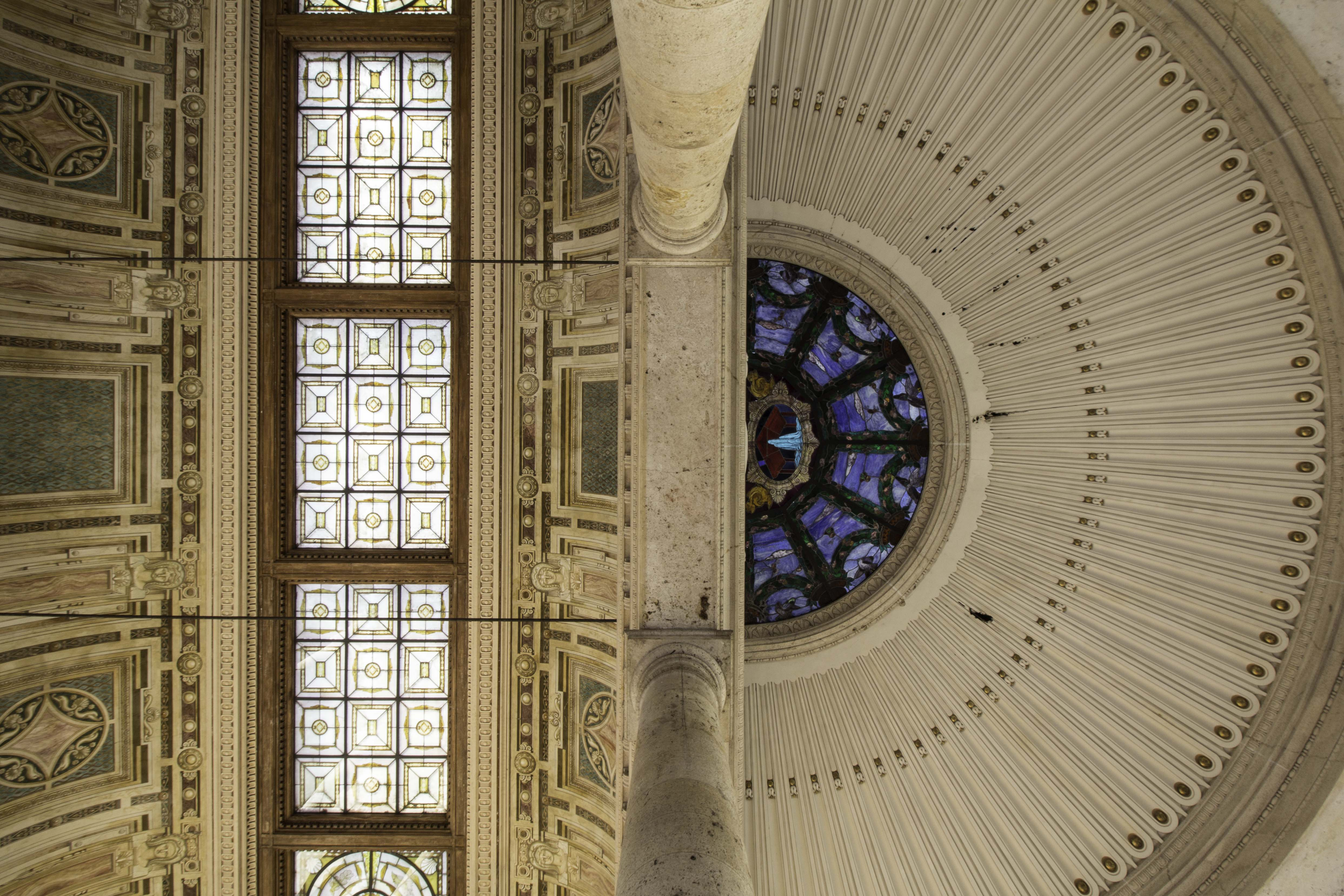
Polychrome Galeriefenster

Die Tettuccio-Therme ist seit dem 14. Jahrhundert als Bagno Nuovo, „neues Bad“, bekannt.
Das zwischen 1779 und 1781 vom Architekten Gaspare Maria Paoletti entworfene Gebäude zeichnete sich durch ein rustikales Portal mit szenischer Wirkung aus. Im Jahr 1916 präsentierte der Florentiner Architekt Ugo Giovannozzi ein Umstrukturierungsprojekt für den gesamten Komplex, das auf dem Konzept römischer Bäder basiert. Die Anlage befindet sich in einem Park voller Libanon-Zedern, Palmen, Küstenmammutbäumen, Akazien, Lorbeer, Glyzinien, Kiefern, Limetten und beeindruckenden Kolonnaden, Tribünen, Exedren, Springbrunnen und großen Blumenbeeten von Buchsbaum gesäumt. Der monumentale Eingang ist durch ein großes Tor, einen großen schmiedeeisernen Baldachin und polychrome Glasfenster geschützt – ein Werk der Berti-Fabrik in Pistoia. Auf der Oberseite der Hauptfassade befinden sich vier große Statuen aus Carrara-Marmor, die von Corrado Vigni entworfen wurden. Sie repräsentieren: Quelle; Medizin; Hygiene; Gesundheit. Die aufwendigen dekorativen Elemente der Fassade stammen von Aristide Aloisi.
Das Element, das das Gebäude auszeichnet, ist eine Granitquelle (siehe oberstes Bild), die wie eine Muschel geformt ist und von einer Bronzegruppe von Meeresfiguren getragen wird (ein großer Krake, zwei Fische, zwei Krokodile, einige Frösche) – ein Werk des florentinischen Bildhauers Sirio Tofanari, dessen Name auf dem Panzer einer großen Krabbe zu lesen ist. An den Seiten der Quelle befindet sich eine halbkreisförmige Kolonnade, die die Inschrift auf dem Architrav hervorhebt: BALSAMO CHE TOLTO VIEN DI SOTTERRA E S'APRE AL CHIARO GIORNO (von Giuseppe Parini) (sinngemäß übersetzt: „Die frei gewordenen Balsame entstammen der Tiefe und entfalten sich am klaren Tage“).
1926 entwarf der pescaresische Maler Basilio Cascella für die galleria dei banchi di mescita sieben große polychrome Allegorien aus Keramikfliesen. Jede Tafel zeigt einen Marmorarchitrav, in dem der Titel der verschiedenen Darstellungen gelesen werden kann. Bilder und Wörter, die die wohltuende Wirkung von Wasser in verschiedenen Lebensaltern verbessern: Kindheit; Adoleszenz; Schönheit; Quelle; Kraft; Reife; Alter.
Auf der rechten Seite des inneren Platzes befindet sich eine erhöhte kreisförmige Tribüne, die als Sitz des Orchesters dient. Die Kuppel zeichnet sich durch die Fresken von Ezio Giovannozzi aus, die mit den Worten: Streicher und Klavier – Blechbläser und Tympanon – Oboe und Flöte – Orgel und Harfe, die verschiedenen Instrumentalistengruppen darstellen. Der Architrav, der sich über den Säulen der Tribüne befindet, trägt die Inschrift: IL SUON CHE DI DOLCEZZA I SENSI LEGA (aus einem Sonett des Canzoniere von Francesco Petrarca) (sinngemäß übersetzt: „Der Klang, der doch so süß die Sinne bindet“).
Im Inneren des Komplexes befindet sich eine von Paolo Portoghesi im Jahr 1988 umstrukturierte Halle für Kongresse und Veranstaltungen.